# Вернштедт
Вернштедт (нем. Wernstedt) — деревня и ортшафт в составе города Кальбе в районе Зальцведель земли Саксония-Анхальт, Германия.

## География

### Расположение
Деревня Вернштедт расположена в исторической области Альтмарк, в 4 км западнее Кальбе и в 28 км южнее Арендзе. Через территорию протекает река Милде.
В состав ортшафта входят:
- собственно Вернштедт
- поселок Ной-Вернштедт (основан в 1856 году)[2]

## История
Первое письменное упоминание относится к 1318 году как ville Wernstede. Деревня была пожалована маркграфом Вальдемаром рыцарям фон Крёхер. Однако наличие романской фельдштейнкирхи XII—XIII веков свидетельствует о более раннем основании.
Исторические названия:
- 1321 — villam Wernstede
- 1340 — ville Wernstede
- 1593 — Warnnstedte
- 1687 — Warnstede
- 1804 — Wernstedt[4]

Административная принадлежность:
- До 1952 — в районе Гарделеген
- 1952—1988 — в районе Кальбе
- С 1988 — в районе Гарделеген[5]
- С 1 января 2009 — в составе города Кальбе[6]

## Население
Динамика численности населения:
| Год  | Население |
| ---- | --------- |
| 1734 | 159       |
| 1801 | 164       |
| 1840 | 218       |
| 1900 | 254       |
| 1939 | 241       |
| 1981 | 398       |
| 2006 | 218       |
| 2023 | 157       |

## Религия
- Евангелическая община относится к приходу Кальбе-Какербек[8]
- Католики относятся к приходу Св. Хильдегарды в Гарделегене[9]

## Политика
С 2019 года ортсбургомистром является Николь Вернеке.

## Экономика и инфраструктура
Основные объекты:
- Дом общины
- Добровольная пожарная команда
- Детский сад «Вилла Кунтербунт»[11]

Транспорт:
- Автобусное сообщение с Штендалем, Клёце, Зальцведелем и Магдебургом
- В 4 км — федеральная трасса B71

## Достопримечательности
- Евангелическая церковь XII—XIII вв. — редкий пример романской фельдштейнкирхи, перестроенной в XVIII в. в стиле рококо[12]
- Памятник жертвам войн[13]
- Природная тропа у Ной-Вернштедта (с 1993 г.)